# Christopherus Stephani Bellinus
Christopherus Stephani Bellinus, död 1607 i Irsta socken, var en svensk kyrkoherde, kunglig kaplan och riksdagsledamot.

## Biografi
Christopherus Stephani Bellinus var son till Stephanus Andreae, riksdagsman och kyrkoherde i Bälinge socken, Uppland. Han var bror till biskop Olaus Stephani Bellinus och pastor Johannes Stephani Bellinus i Bälinge och Enköpings församling.
Christopherus Bellinus angavs som kunglig kaplan 1579 och blev kyrkoherde i Irsta socken 1586.
Bellinus deltog i Uppsala möte 1593 och undertecknade dess beslut. Han var fullmäktig vid riksdagen 1594, varmed han var en av de riksdagsmän som godkände Sigismunds tronföljdsanspråk.
En dotter till honom Brita var gift med Samuel Olai Normontanus.